# Війна світів (міні-серіал)
«Війна світів» (англ. The War of the Worlds) — британський трисерійний міні-серіал BBC, заснований на однойменному романі Герберта Велза. Прем'єра серіалу відбулася на канадському телеканалі T+E 6 жовтня 2019 року; прем'єрний показ на BBC стартував 17 листопада 2019 року.

## Сюжет
Перший епізод. Працівник газетного видавництва Джордж живе в Доунтоні з коханкою Емі, майже не спілкуючись із дружиною Люсі. Джордж з Емі відвідують астронома Огілві, від якого дізнаються про таємничі викиди газу на Марсі. Невдовзі в Сурреї падає метеорит, оглянути який вирушає і Джордж з Емі та Огілві. Спершу впалий з неба кулястий об'єкт видає дивні звуки, тож його сприймають за бомбу, закинуту невідомим ворогом. Коли дослідники розкопують кратер, об'єкт злітає в повітря та починає підпалювати навколишніх людей. Вцілілі тікають, Джордж з Емі дістаються до Вокінгу, де бачать падіння другого метеорита. Наступного дня місто атакує крокуюча тринога марсіан, зашкодити якій не може жодна зброя. Джордж лишається в місті, пообіцявши Емі, що знайде її пізніше. Емі розшукує брата Джорджа, Фредеріка, котрий повідомляє, що той досі не прибув.
Другий епізод. Джордж переховується у Вокінгу з солдатом Дадлі. Вони натрапляють на загін, командир якого змушує обох приєднатися до вилазки на місце падіння другого метеорита. Джордж марно відмовляє від атаки на об'єкт, який спалює солдатів і з-під нього вилазить тринога. Тікаючи, Джордж бачить, що триног уже три. Тим часом до Землі наближаються незліченні інші метеорити. Прибульці починають розпилювати чорний туман, який убиває людей і спричиняє ріст червоної марсіанської рослинності та кристалів. Емі з Фредеріком і міністром оборони переховуються в підвалі, але міністр помирає від отруєння газом. Уряд припускає, що Британія зазнала нападу інопланетян. Джордж наздоганяє Емі біля переправи, коли нападають триноги. Емі встигає вискочити з човна, тоді як решту прибульці спалюють. Одну з триног вдається знищити артилерією. Джордж з Емі знаходять прихисток у покинутому будинку з групою інших біженців. Однак туди невдовзі проникає марсіанин.
Третій епізод. Вони стають свідками того як марсіани, схожі на триногих павуків, поїдають людей. Однак, після цього марсіани слабнуть і помирають. Коли припасів бракує, а Джордж захворює, вцілілі наважуються вибратись на поверхню. Джордж роздумує, що напад марсіан був своєрідною розплатою за колоніалізм. Емі з Фредеріком виходять на вулицю, де Фредерік гине, а Джордж лишається прикрити втечу Емі й зникає безвісти.
Минає кілька років і марсіан переможено. Емі живе з сином, розшукуючи його батька — Джорджа. В цей час Земля перетворюється на подобу Марса — ґрунт червоніє, його покривають марсіанські рослини, а небо закривають сірі хмари. Емі знаходить Огілві в пошуках ліків від тифу для сина. Огілві припускає, що тиф убив марсіан. Він вирушає на кладовище, де бачить, що біля поховань тифозних хворих чужинська флора гине. Емі зізнається Огілві, що переконала себе в тому, нібито Джордж вижив, але насправді він загинув. Огілві вдається створити ліки і син Емі видужує. Емі знаходить могилу Джорджа та бачить, що природа починає відновлюватись.

## В ролях

### Основний склад
- Елеонор Томлінсон — Емі
- Рейф Сполл — Джордж
- Руперт Ґрейвз — Фредерік
- Ніколас ле Превост — Чемберлен
- Гаррі Меллінг — артилерист
- Джонатан Аріс — священик
- Роберт Карлайл — Огілві

### Другорядний склад
- Чарльз Де' Ат — Грівз
- Джої Беті — Хендерсон
- Фрейя Аллан — Мері
- Деніел Серкера — Стент
- Ейслінг Джарретт-Гевін — Люсі
- Вуді Норман — Джордж-молодший

## Виробництво
Зйомки серіалу почалися у квітні 2018 року в Ліверпулі.

## Оцінки й відгуки
На Rotten Tomatoes серіал зібрав 68 % схвальних рецензій кінокритиків.
Ребекка Ніколсон у «The Guardian» писала, що серіал є досить точною адаптацією роману, проте не дає якого-небудь переосмислення оригінального твору. В нього повільний старт, а регулярні вставки з того, що виявилося епілогом, лише заплутують глядачів. Хоча триноги марсіан страшні і є кілька зворушливих моментів, у цілому ця екранізація «Війни світів» надто розтягнена.
Рафаель Мотамайор зі «Slashfilm» вважав, що серіал сповна використовує реалії Едвардівської Британії, що «…дозволяє серіалу використовувати інопланетян як алегорію для британської гордовитості та колонізаторських ідеалів того часу, як і планував Герберт Веллс, коли вперше написав роман». Водночас для тих, хто не знайомі з романом Веллса, екранізація, за його словами, буде заплутана, але вона утримує увагу глядачів.